# Súper terror
Súper terror es el sexto álbum de estudio del grupo Él Mató a un Policía Motorizado. fue grabado a principios del 2023, está compuesto en su gran mayoría por el cantante Santiago Motorizado, es el primer trabajo discográfico con canciones originales y totalmente nuevas desde La síntesis O'konor (2017).

## Lista de canciones
Todas las canciones fueron escritas por Santiago Motorizado.
1. «Un segundo plan» (4.38)
2. «Medalla de oro» (5.41)
3. «Diamante roto» (3.02)
4. «Tantas cosas buenas» (3.59)
5. «El universo» (2.17)
6. «Coronado» (4.22)
7. «Voy a disparar al aire» (3.56)
8. «Moderato» (3.26)
9. «El número mágico» (4.13)
10. «Profeta de fuego» (4.35)

## Historia
El 11 de noviembre de 2022 la banda lanza el sencillo «Tantas cosas buenas», primer adelanto del nuevo disco.
El 1 de febrero de 2023 el grupo anuncio a través de Twitter que había concluido la grabación del nuevo álbum en el estudio Sonic Ranch (Mismo lugar donde grabaron La síntesis O'konor) y que ya estaban de vuelta al país.
El 3 de marzo de 2023 lanzan «Medalla de oro» con un videoclip en el que se muestran personas subidas a los postes de la calle, haciendo referencia a los festejos durante la obtención de la copa del mundo de la selección argentina en 2022. Además, confirman que el nuevo álbum sería lanzado a mediados de 2023.
El 14 de abril de 2023 lanzan el tercer adelanto de su nuevo álbum. El sencillo se llama «Diamante roto» y presenta un video donde se relata una historia de amor no correspondido, anclada en un triángulo amoroso entre dos contrincantes de lucha libre mexicana y una chica.
El 9 de julio de 2023 lanza el cuarto y último adelanto llamado «El Universo'» una melodía melancólica y nocturna donde la voz de Santiago Motorizado suena sobre un piano. El videoclip muestra un auto incendiándose en la oscuridad de la noche, lo que evoca un claro ambiente de despedida. Además, se confirma que el disco saldrá al mercado el 7 de julio de 2023.
Finalmente, el 7 de julio sale el esperado nuevo álbum de la banda llamado Super terror que incluye 10 canciones contando los adelantos elegidos por la banda, el disco se caracteriza por tener un sonido más 'ochentoso' y letras melancólicas e introspectivas.
Posteriormente la banda anuncia la gira ''Super Terror 2023'' que los llevara a recorrer prácticamente todo el país, gran parte de Latinoamérica y España.
El 17 y el 18 de septiembre la banda realiza dos shows históricos en el místico estadio Luna Park, presentando su nuevo álbum y un repaso por todas las canciones de su discografía.

## Créditos
- Santiago Motorizado (Bajo Y Voz)
- Niño Elefante (Guitarra)
- Doctora Muerte (Batería)
- Pantro (Guitarra)
- Chatrán Chatrán (Teclados)